# Koltaluokta

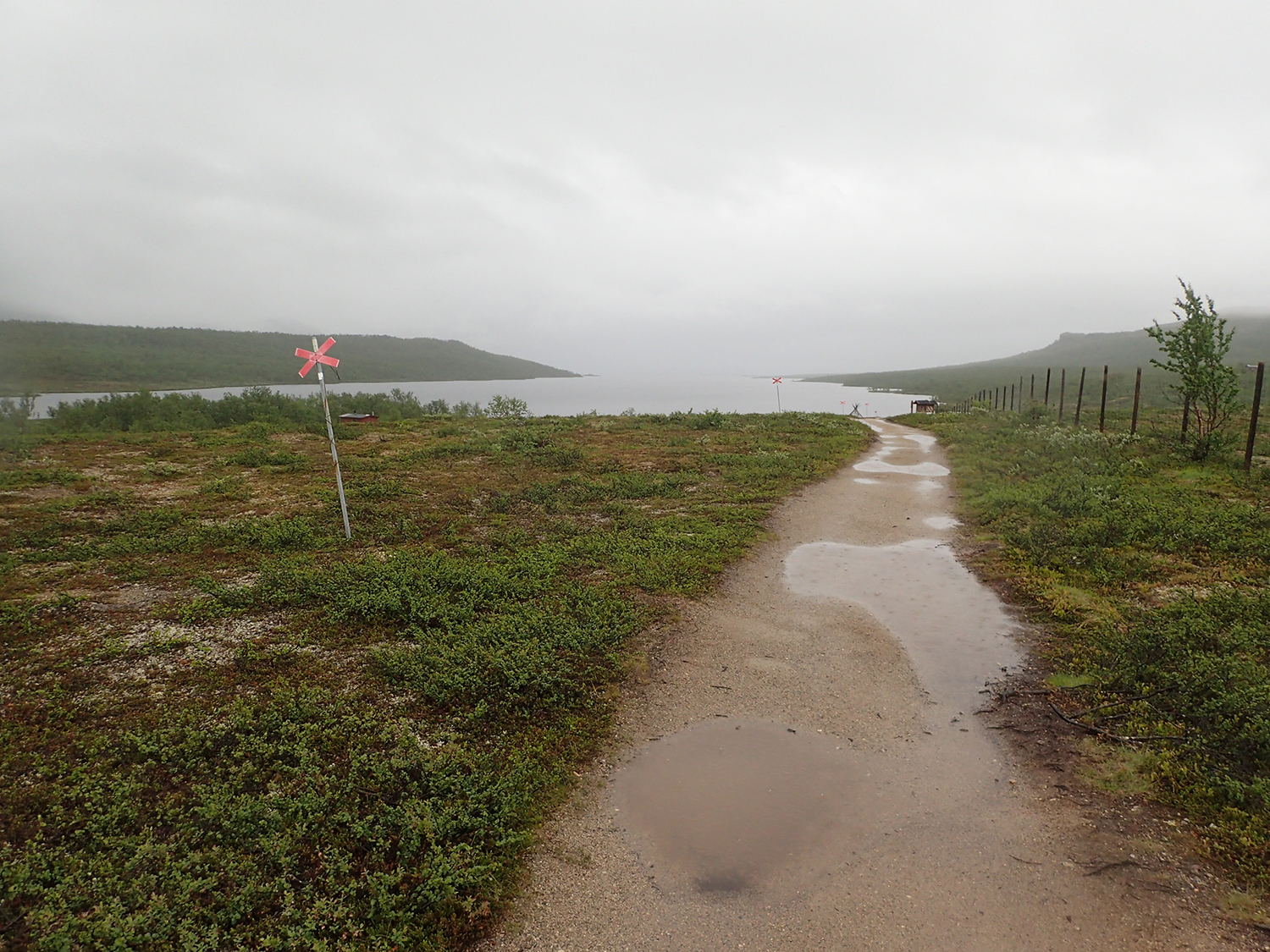
Leden mellan Treriksröset och Golddaluokta.

Koltaluokta, eller Golddaluokta, är en vik av sjön Kilpisjärvi i Lappland i Sverige och även namnet på en plats vid denna vik.
Koltaluokta ligger där en avstickare från Nordkalottleden söderifrån från Pältsastugan når gränsen till Finland vid norra ändan av sjön Kilpisjärvi, tre kilometer söder om Treriksröset. Där finns en brygga med båtförbindelse med turistbåten M/S Malla sommartid med byn Kilpisjärvi i Finland. Nära stranden finns några fritidshus och en kilometer inåt land ett före detta sameviste, som tillhört Könkämä sameby. Omedelbart öster om gränsen till Finland finns naturreservatet Malla. En vandringsled samt en skoterled norrut för till Treriksröset.